# 小石川後楽園

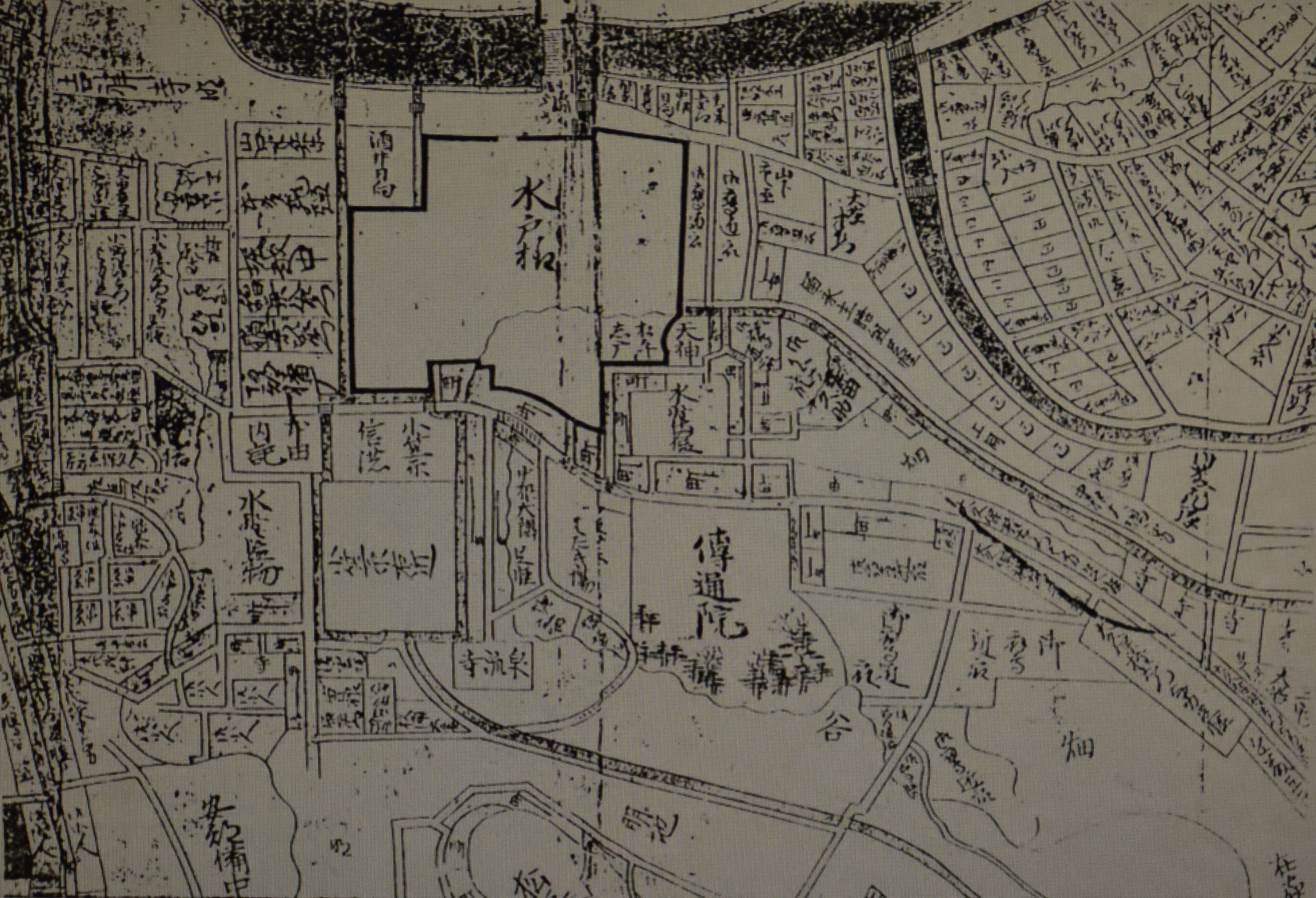
『江戸切り絵図』明暦2年（1656年）2023年4月12日閲覧

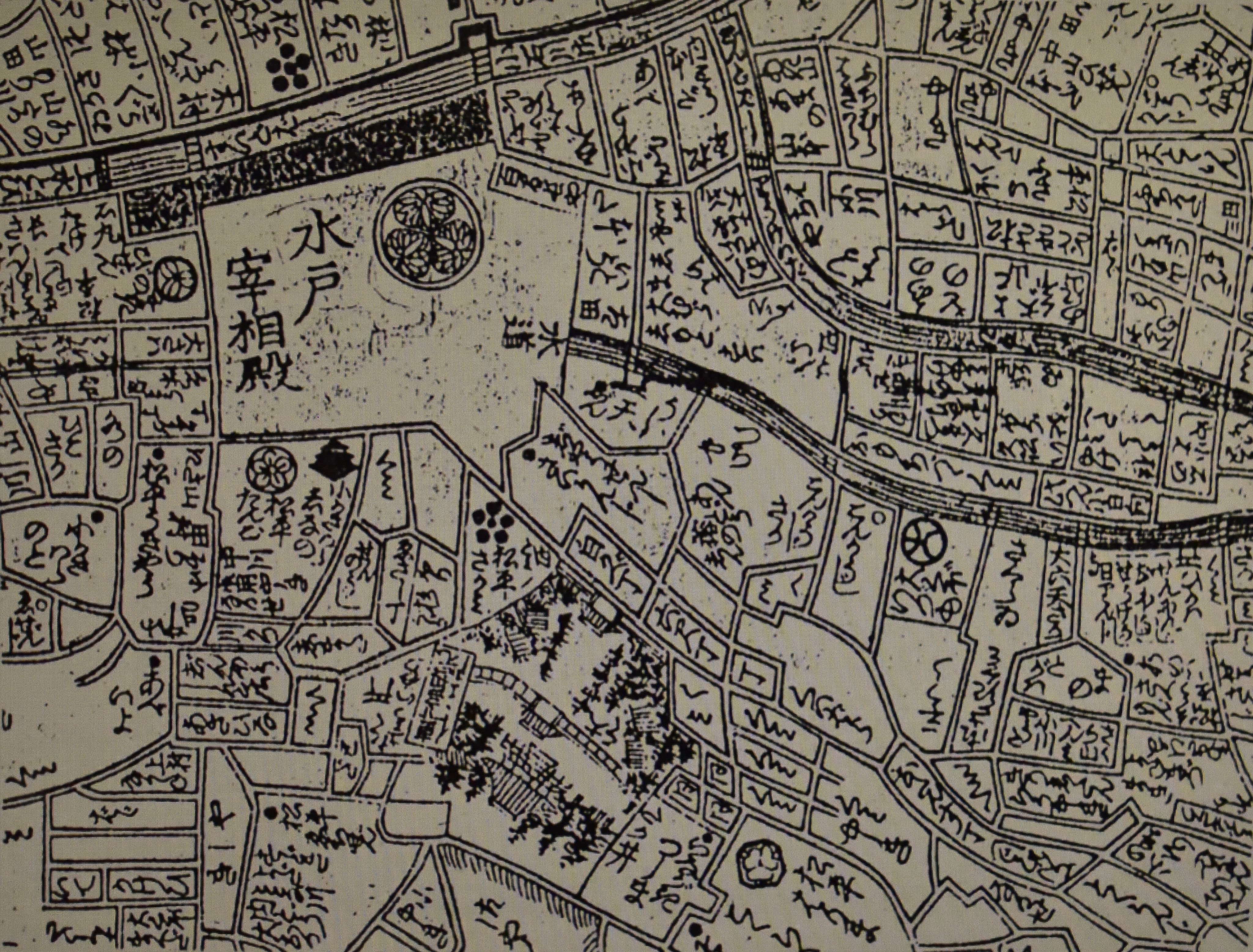
『江戸切り絵図』天保元年（1830年）2023年4月12日閲覧

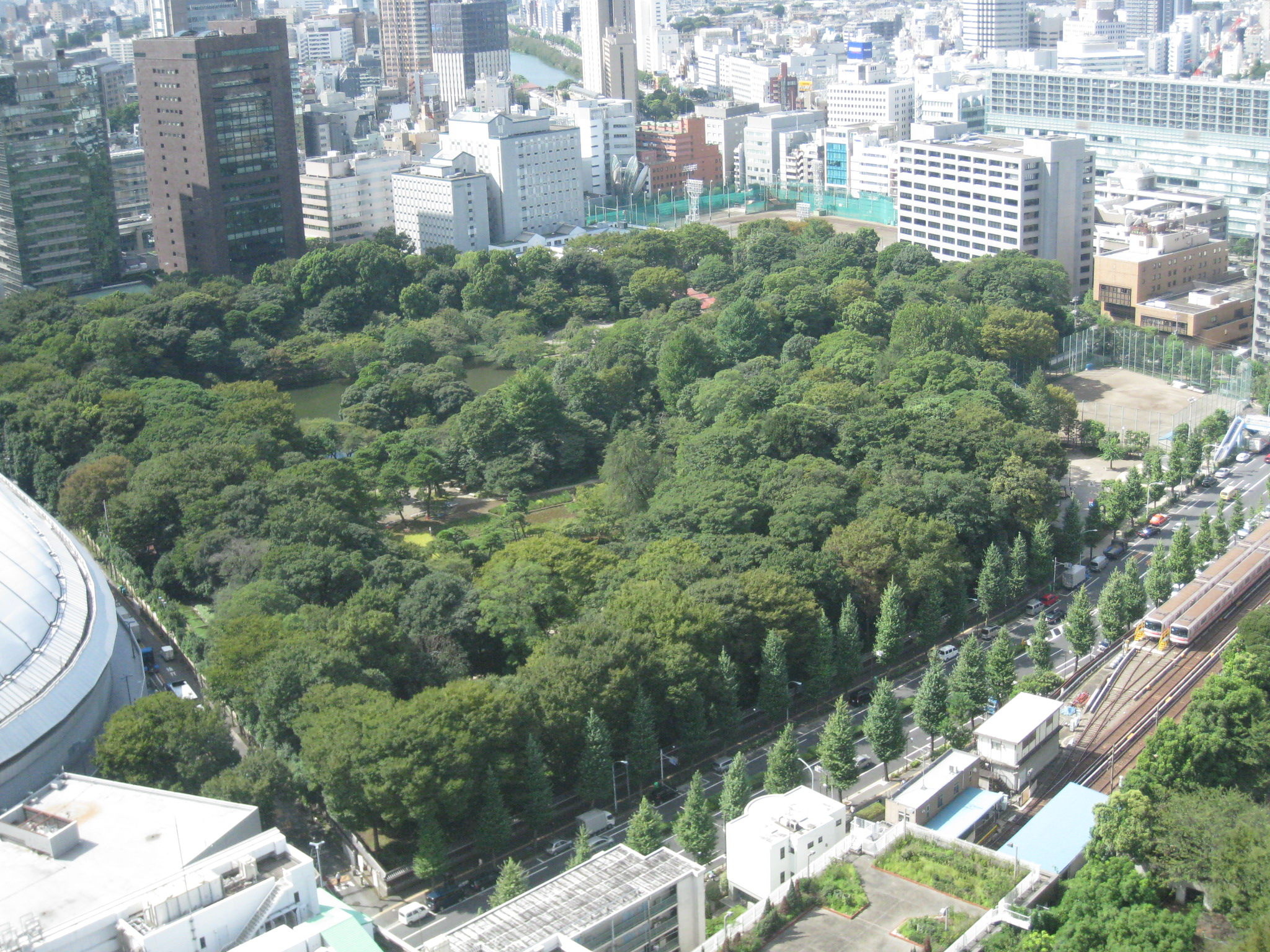
小石川後楽園全景（文京シビックセンターから望む）

小石川後楽園（こいしかわこうらくえん）は、東京都文京区後楽一丁目にある都立庭園。江戸時代初期に水戸徳川家の江戸上屋敷内につくられた築山泉水回遊式の日本庭園（大名庭園）である。国の特別史跡及び特別名勝に指定されている。

## 歴史
かつての小石川

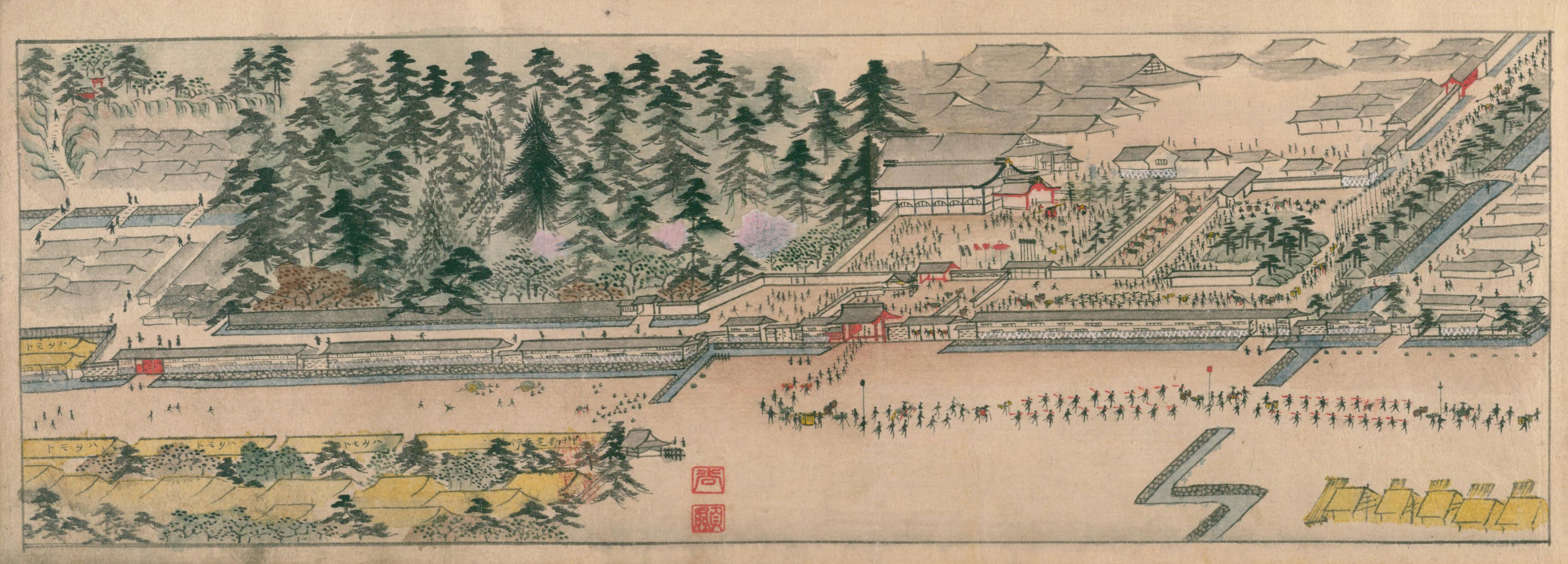
1863年（文久3年）の水戸藩小石川邸と後楽園（国立国会図書館蔵『御上京道記』）

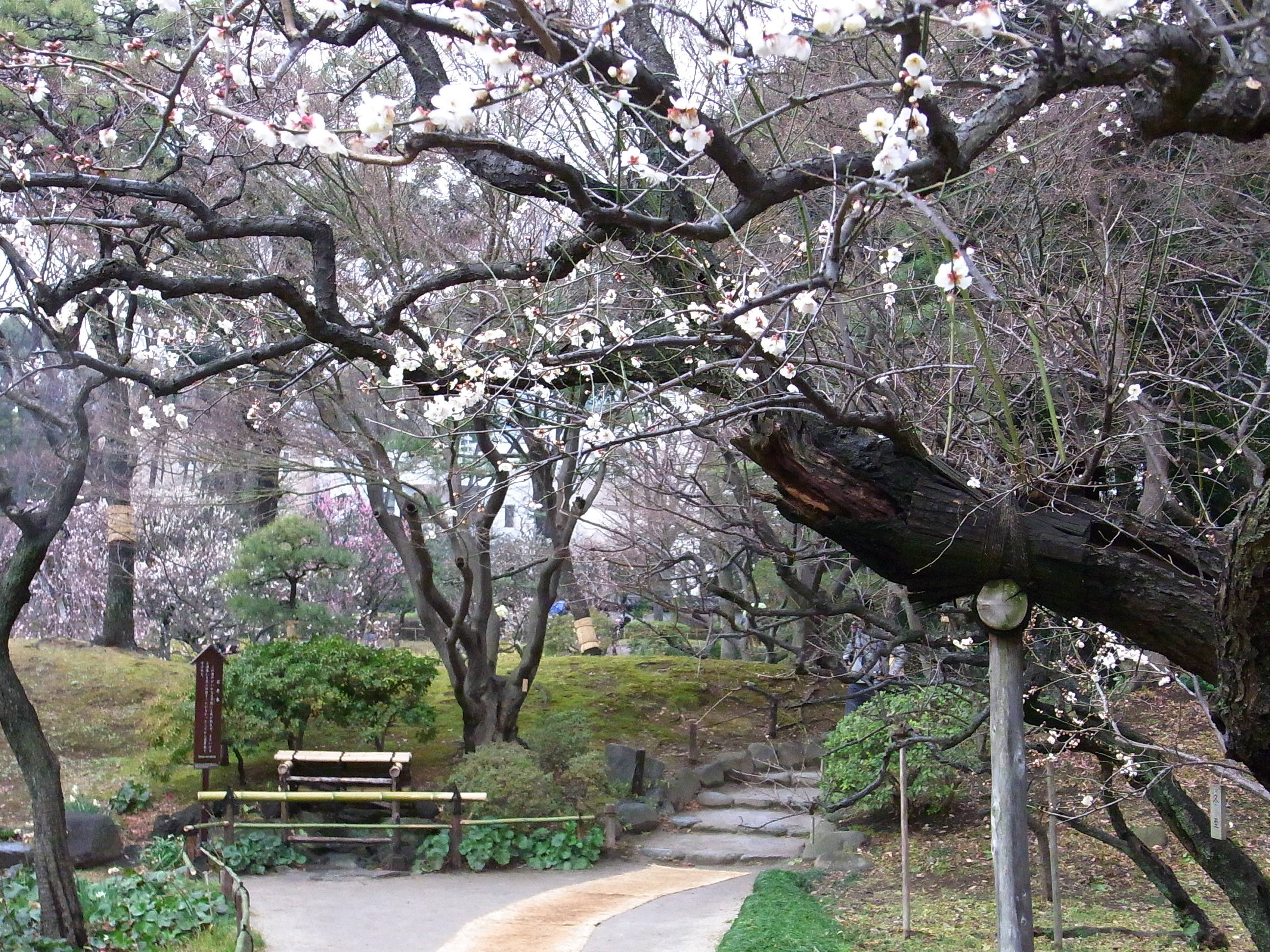

昔の小石川は、沼や丘があり、起伏に富んだ地形で古い高木が茂っていた。寛永時代（1624〜1644年）以前、現在の小石川後楽園の土地周辺には、本妙寺と吉祥寺が建っていた。南側には神田川が流れ、江戸時代の神田川は現在よりはるかに浅く、舟が行き来し船着き場が設けられていた。その神田川から引かれた神田上水が通り、更に、神田上水から小日向台地を小日向上水が通っていた。神田上水は現在は無くなっているが、徳川家康によって江戸庶民の飲料水用に引かれていた。上水は、井の頭池を水源とし、三鷹市から善福寺川と妙正寺川の流れが合流し、文京区関口の大洗堰で取水され、その後、小石川を通過して神田川は水道橋で暗渠となり神田、日本橋方面に給水されていた。寛永期は、江戸の町は急速に発展し、人口が増加し、生活用水の需要が大幅に増加した。
水戸藩邸上屋敷の庭園
現在の「東京ドーム」や「東京ドームシティアトラクションズ」などが建つ土地は、もともと水戸藩邸の土地で、水戸藩の殿屋が建てられていた。「後楽園」は、藩邸の庭園の名称である。後楽園の土地は、常陸水戸藩初代藩主徳川頼房が、敷地が庭園造りに相応しいとの考えから将軍に所望し、総面積76,699坪を邸地として賜った。頼房は、小石川の土地が沼や丘があり、起伏に富んだ地形だったので、土地の形状を生かした作庭を行った。寛永6年（1629年）3月11日、頼房の手によって、家臣の酒井忠世と土井利勝の指揮で作庭が開始され、同年9月28日にほぼ完成された。
頼房は、家康の第11子として、慶長8年（1603年）京都の伏見で生まれ、7歳で御三家の水戸藩を賜った。水戸藩は、他の御三家に比べ石高が半分であり、官位も低かったが、寛永年間に参勤交代の制度ができ藩主が江戸に常駐し、将軍の監査役として「天下の副将軍」と俗称され、政治を執り行った。頼房は水戸藩といっても、元和2年（1616年）まで駿河に住み、同年4月に家康が没したその3年後に江戸に上がった。
寛永7年（1630年）9月11日、水戸藩邸は火災に見舞われ修築に約7カ月を要し、寛永8年（1631年）4月22日に完成した。明暦3年（1657年）1月18日に発生した明暦の大火でも被害を受け、その後は上屋敷となった。小石川の藩邸の上屋敷では、第5代藩主徳川宗翰、第6代藩主徳川治保が生まれ、多くの政治家や学者が出入りし政治の場であった。そして、庭園は社交の場である上屋敷の大切な庭だった。
家光と頼房と左兵衛
後楽園の作庭と同時期、第3代将軍徳川家光は、江戸城に小堀遠江守政一（小堀遠州）が造った庭園と新山里茶屋を完成させていた。寛永6年（1629年）6月7日に竣工し、頼房も江戸城に招かれ家光が造った庭園を観賞している。この事は、頼房の小石川藩邸の庭造りに大いに参考になったと思われる。遠州は、行事奉行としての役割として、工事に直接携わる事ではなく、庭園のポイントとなる意匠を決め、それを具現化することが出来る、優秀な現場監督や庭師を手配し、時折、工事の進捗状況を確認することだった。
頼房の人柄は、剛健で、武勇にに優れ、学問を好み、学者を招いて儒教や神道を学んだり、芸能や茶事を好んだとされている。また、月に数度は江戸城に出向き、家光と共に能や猿楽芝居を観賞したり、茶会に参加したりした。家光と頼房は趣味を共有していた、伊豆の庭石などを将軍家から下付したり、泉水の形を直接指導した。
後楽園の造成は、徳大寺左兵衛という高屋出身の人物が、山水の景色を造り、中島に巨石を立てたとされている。高屋は、将軍家に仕えた身分で、高屋を使うことが出来るのは将軍家だけであった。家光は、作庭の工事監督を左兵衛に任せた。左兵衛は、公方義照の従弟にあたる身分で、教養が高く、優秀な人材を揃えることも可能な地位にあった。左兵衛は、小石川の地形を生かし庭園の景観を造成した。遠州の作庭と違い、現場近くで造成の指導をしていた。
苦心して立てたといわれている中島の巨石は、頼房によって「徳大寺石」と名付けられ、その名は現在も残っている。後楽園は、頼房によって造成されたといわれているが、実際は頼房と左兵衛以下で働く庭師の審美眼によって完成されたといえる。左兵衛は、家光や頼房の意匠を汲み取り、現場で細部の指揮を取り、意匠を具現化した。
完成後の水戸藩庭園
家光が後楽園を訪れる際は、舟で大洗堰に上がってきた。水戸藩の正門は神田川に面し、正門の脇には神田川と庭園を結ぶ水路が流れており、そこに船着き場が設けられていた。将軍はここで舟を乗り換えて庭園に舟で入った。藩邸は水路で神田川と結ばれていたため、将軍は正門付近から舟に乗り神田川を結ぶ水路を遡り庭園に入っていた。家光は、水戸藩の庭園の造成に関与しただけでなく、庭園の完成後は鷹狩の際に、何度も小石川藩邸を訪れ、庭園で舟遊びを楽しんだ。『水戸紀年』によれば、家光は庭園完成後、寛永11年（1634年）3月28日、同13年（1636年）9月、同14年（1637年）11月、同15年（1638年）、正保元年（1644年）12月8日、寛文5年（1665年）8月21日の計6度、鷹狩の折に小石川藩邸を訪れている。小石川藩邸の庭園は、三大将軍家光の意匠と足跡が残る庭園である。また、家光は、後楽園の池を上水の調整する調整池として機能させていたのではと考えられている。
光圀による意匠
頼房は、後楽園の起工から33年後の寛文元年（1661年）7月29日に死去し、光圀が同年8月19日に常陸水戸藩第2代藩主を相続した。光圀は頼房の三男として生まれ、6歳の時に水戸から江戸に移り、以後58年間小石川邸に住んでいた。頼房は、御三家で一番早く子供が出来たため、長男の頼重を実子としなかった。光圀は、兄の出生が早かったため世継ぎとなったのだが、水戸藩の世継ぎを自らの子供を世継ぎにせず、兄の頼重の子供を世継ぎに決めた。光圀は、儒教を始めとする学問に力を入れたため、水戸藩では影考館はじめ、暦学、天文学、医学など実証的学問が盛んだった。光圀は、父頼房の時代から水戸藩に仕えた明遺臣朱舜水（1600〜1682年）を小石川邸に招いていた。
光圀は、頼房から受け継いだ後楽園を見て、「弁財天」、「大堰川」、「辛崎」など、和歌に見る名所が造られていることから、それらに「文昌堂」、「得仁堂」の建物を加えた。文昌堂は、幼いころ家光から賜った学問の神である文昌星の像を、得仁堂は学問を志すきっかけとなった主人公の像を安置する建物である。また、光圀は、中国の名所である「西湖」、「円月橋」を庭園に造らせた。「後楽園」の名も舜水によって付けられた、「士に当たりては天下の憂い先んじて憂い、天下の楽しみに後れて楽しむなり」という、君主の政治上の訓戒を象徴している。後楽園の名は、光圀の儒教に基づく政治思想の啓示ともいえる。
光圀時代の庭園
光圀が相続した寛文2年（1661年）から元禄3年（1690年）隠居までの30年間、庭園は大いに整備された。光圀は儒教思想を庭園に吹き込み、家臣の教養や親睦を高めるための場とした。庭園は個人の所有物ではなく、あらゆる階級の人々が招かれ、あらゆる会合の場として使用された。
庭園が政治外交の場として使用されたことは特筆すべきことである。『文苑雑慕』によると光圀時代は、舜水の宴会だけでなく歌詠みの会が催され、歌会など月明かりや篝火を頼りに行われた。庭園は藩士との宴会に使われ、家臣たちと流れがある池に舟でこぎ出したり、藩の調和を保つために使われていた。そうした光圀が造った庭園は、幕末まで継承された。幕末は1800年までつづいた
元禄時代の変革
2代光圀によって整備された庭園は、3代綱条の時代に入り変貌が始まることになる。『後楽紀事』によると、2度の大きな破壊があった、元禄16年（1703年）の大地震での大被害と園の改造である。園の改造とは、元禄15年（1702年）、将軍綱吉の生母桂昌院光子（1624〜1705年）の後楽園観賞のための人為的破壊であった。78歳の老体の安全をと、園路の大石や奇岩を取り除き、園の風景は一変してしまった。桃山時代好みの、永く後世に伝える、力強い石組や技法が、江戸から後楽園から失われてしまったのだ。『後楽紀事』では元文元年（1736年）「すべて御庭の景、当時はみなあらたまりたれば、昔をおぼゆるものには、御庭拝見停止したきものなり」と書かれている。
享保時代の変革
享保3年（1718年）第4代徳川宗尭は14歳で讃岐高松藩主となったため、藩政においても父松平頼豊の指導が必要だった、讃岐松平家の上屋敷も小石川橋を隔てた水戸邸向かいにあった。
『後楽紀事』によると、宗尭は頼豊の指示により思い切った園の改造を行ったと記録している。この時代の最も大きな改修は大泉水の池尻の変更で、水流が東側から北側に導かれていたのを、池尻を東南端に設け暗渠とし併せて西南端にも水流を変更したことである。西南端から大井川の下流に繋いだのである、現在の龍田川に落ち口がそれにあたる。池と木曾谷の落差を利用して吸い込みを造り「鳴門の渦」である、鳴門はこの頃に出来たのである。この改革によって、大泉水北側の水田は無くなり、八橋も姿を消し、小庭園が壊され、頼房が造った「びいどろ茶屋」は改築し「涵徳亭」と命名した。

## 建物の復元
東京都では2019年3月から太平洋戦争で焼失した唐門などの復元を進めてきた。2020年12月19日、古写真や絵図をもとに井波彫刻協同組合（南砺市）が復元した欄間や妻壁6枚を組み込んだ唐門が完成した。

## 沿革
- 慶長8年（1603年）8月10日 - 鶴千代（後の水戸藩初代藩主徳川頼房）生まれる
- 元和5年（1619年）10月 - 頼房は駿河より江戸上がる[6]
- 寛永6年（1629年）
  - 3月11日 - 頼房により後楽園の作庭が開始される[6]
  - 9月28日 - 後楽園の作庭が終了、ほぼ完成する[6]
- 明暦3年（1657年）1月18日 - 「明暦の大火」の発生
- 寛文元年（1661年）
  - 7月29日 - 頼房が死去する
  - 8月19日 - 徳川光圀が水戸藩第2代藩主となる[6]
- 天和2年（1682年）12月28日 - 「天和の大火」の発生
- 元禄3年（1690年） - 徳川綱條が水戸藩第3代藩主となる[6]
- 元禄16年（1703年）11月29日 - 「水戸様火事」の発生
- 享保2年（1717年）1月22日 - 「小石川馬場火事」の発生
- 享保3年（1718年） - 徳川宗堯が水戸藩第4代藩主となる[6]
- 享保15年（1730年） - 徳川宗翰が水戸藩第5代藩主となる[6]
- 明和3年（1766年） - 徳川治保が水戸藩第6代藩主となる[6]
- 文化2年（1805年） - 徳川治紀が水戸藩第7代藩主となる[6]
- 文化13年（1816年） - 徳川斉脩が水戸藩第8代藩主となる[6]
- 文政12年（1829年） - 徳川斉昭が水戸藩第9代藩主となる[6]
- 弘化元年（1844年） - 徳川慶篤が水戸藩第10代藩主となる[6]
- 安政2年（1855年）11月11日 - 「安政江戸地震」で大被害を受ける[6]
- 明治元年（1868年）頃 - 後楽園の敷地境界が狭まり始める[6]
- 明治4年（1871年）6月 - 兵部省管轄の造兵司が置かれた[6]
- 明治5年（1872年） - 造兵司が陸軍省の所属となる[6]
- 明治8年（1875年） - 砲兵第一方面砲兵本廠と改称される[6]
- 明治12年（1879年） - 東京砲兵工廠と改称される[6]
- 明治29年（1896年）頃 - 後楽園はほぼ現在の地積となる[6]
- 大正12年（1923年）9月1日 - 「関東大震災」による被害受ける[6]
- 昭和2年（1927年）2月 - 陸軍省により復旧に着手[6]
- 昭和11年（1936年）12月 - 書院庭園と後楽園が東京市に移管される[6]
- 昭和13年（1938年）4月3日 - 小石川後楽園が開園される[1]

## 主な見所
小石川後楽園の見どころは、池を中心にした「回遊式築山泉水庭園」になっており、円月橋や西湖の堤など中国の風物を取り入れるなど、中国趣味豊かな庭園である。また、文化財保護法による国の特別史跡と特別名勝に重複指定されており、こうした指定を受けている庭園は、全国でも小石川後楽園、浜離宮恩賜庭園、金閣寺などごく少数である。
- 「得仁堂」（とくじんどう） - 光圀18歳の時に感銘を受けたという『伯夷列伝』から、伯夷と叔斉の木像を安置した堂である[1]
- 「通天橋」（つうてんきょう） - 京都にある「東福寺」の通天橋を模して造られた[1]
- 「西湖の堤」（さいこのつつみ） - 中国杭州の西湖の堤に見立て造られた[1]
- 「円月橋」（えんげつきょう） - 池の水面に映る形が満月のように見えることからつけられた[1]
- 「梅林」（ばいりん） - 光圀は梅を好んだことから号を「梅里」と称した[1]
- 「稲田」（いなだ） - 光圀が嗣子の綱條の夫人に、農民の苦労を教えようと作った田圃[1]
- 「内庭」（うちにわ） - 唐門によって仕切られ、水戸藩書院のあったところ[1]
- 「延段」（のべだん） - 自然石と切石を組み合わせた中国風の石畳[1]
- 「唐門」（からもん） - 開設時の正門「後楽園」で、戦災で焼失したが令和2年（2020年）復元された[1]
- 「大泉水」（だいせんすい） - 庭園の中心となる大池で、蓬莱島と竹生島が浮かぶ、琵琶湖を見立て造られた[1]

## 園内の景物
（以下の1 - 67は下の平面図の番号に合致）

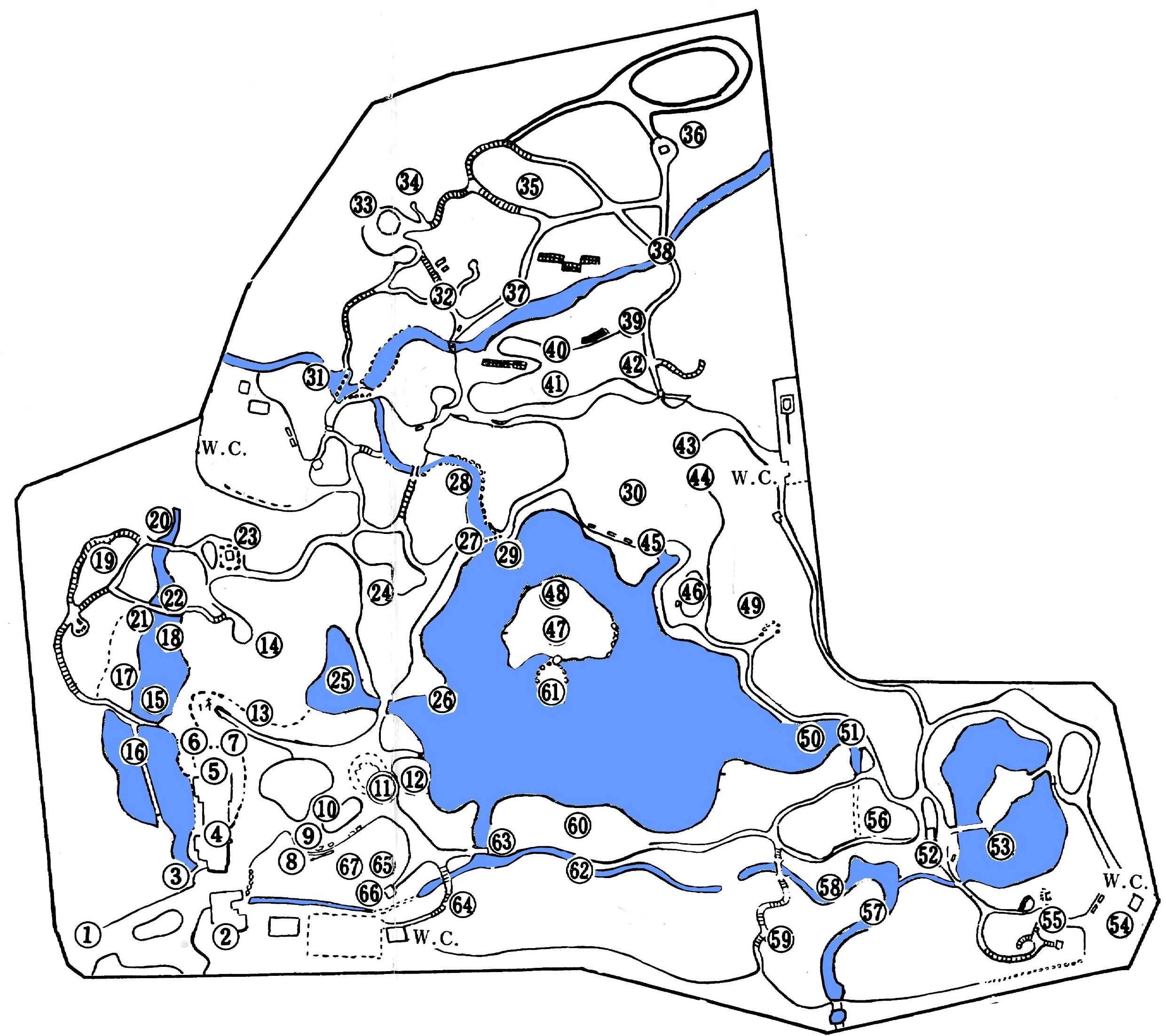
小石川後楽園平面図

1.涵徳亭門（西門）
2.庭園事務所
3.菊形手水鉢
4.涵徳亭
5.鉄砲垣
6.桃山形灯篭
7.飾手水鉢（かざりちょうずばち）
8.枯滝
9.雪見灯篭
10.陽石
11.枝垂桜
12.陰石
13.水掘れ石
14.小廬山
15.渡月橋
16.西湖堤
17.屏風岩
18.大堰川
19.清水観音堂跡
20.通天橋
21.沢渡り
22.音羽滝
23.得仁堂（とくじんどう）
24.丸屋
25.蓮の池
26.一つ松
27.沢渡り
28.白糸滝
29.伽藍石
30.松林
31.円月橋
32.愛宕坂
33.八卦堂跡
34.小町塚
35.梅林
36.琴画亭跡
37.八つ橋
38.石橋
39.不老の水
40.藤棚
41.花菖蒲田
42.稲田
43.九八屋
44.遠州形灯篭
45.船着場
46.異形灯篭
47.蓬莱島
48.弁財天祠
49.瘞鷂碑（えいようひ）
50.竹生島
51.鳴門
52.唐門跡
53.内庭（うちにわ）
54.正門（東門）
55.砲兵工廠跡記念碑
56.延段（のべだん）
57.寝覚滝
58.木曽川
59.白雲嶺
60.紅葉林
61.徳大寺石
62.竜田川
63.帛（幣）橋（ぬさばし）
64.駐歩泉碑（ちゅうほせんひ）
65.西行歌碑
66.西行堂跡
67.朝鮮燈籠

## 利用情報
- 開園時間 - 午前9時 〜 午後5時、イベント開催時は時間延長がある（入園 午後4時30分まで）[1]
- 休園日 - 年末年始（12月29日 〜 1月1日 ）[1]
- 入園料 - 一般 300円（240円）、65歳以上 150円（120円）、小学生以下 無料、中学生（都内在住、在学）無料、身体不自由者 無料、カッコ内は20名以上の団体[1]
- 年間パスポート - 一般 1,200円、65歳以上 600円[1]
- 年間パスポート（9庭園共通） - 一般 4,000円、65歳以上 2,000円（都立文化財9庭園 浜離宮恩賜庭園、旧芝離宮恩賜庭園、小石川後楽園、六義園、旧岩崎邸庭園、向島百花園、清澄庭園、旧古河庭園、殿ヶ谷戸庭園）[1]
- 無料公開日 - みどりの日（5月4日）、都民の日（10月1日）[1]
- 集会場（貸室 涵徳亭） - 広間（40名）、別間（20名）、円月・不老・蓬莱（各15名）、日本間（10名）[1]
- 無料庭園ガイド - 土・日・月曜日、祝日（午前11時、午後2時）[1]
- サービスセンター - 小石川後楽園サービスセンター 文京区後楽1-6-6（TEL 03-3811-3015）[1]

## 花暦情報
- 1月 - ロウバイ（蝋梅）、フクジュソウ（福寿荘）、ウメ（梅）[1]
- 2月 - フクジュソウ、ウメ、ツバキ（椿）[1]
- 3月 - ツバキ、サクラ（桜）[1]
- 4月 - ツバキ、サクラ、シャガ（射干）[1]
- 5月 - スイレン（水連）、カキツバタ（燕子花）、（田植え）[1]
- 6月 - スイレン、ハナショウブ（花菖蒲）[1]
- 7月 - スイレン、キキョウ（桔梗）[1]
- 8月 - キキョウ、ハス（蓮）、イナホ（稲穂）[1]
- 9月 - ヒガンバナ（彼岸花）イナホ[1]
- 10月 - ツワブキ（石蕗）[1]
- 11月 - ツワブキ、ハゼノキ（櫨の木 紅葉）、モミジ（紅葉 紅葉）、（雪吊り、雪囲い）[1]
- 12月 - ツワブキ、モミジ、（雪吊り、雪囲い）[1]

## ギャラリー
（番号は上の平面図の番号に合致）

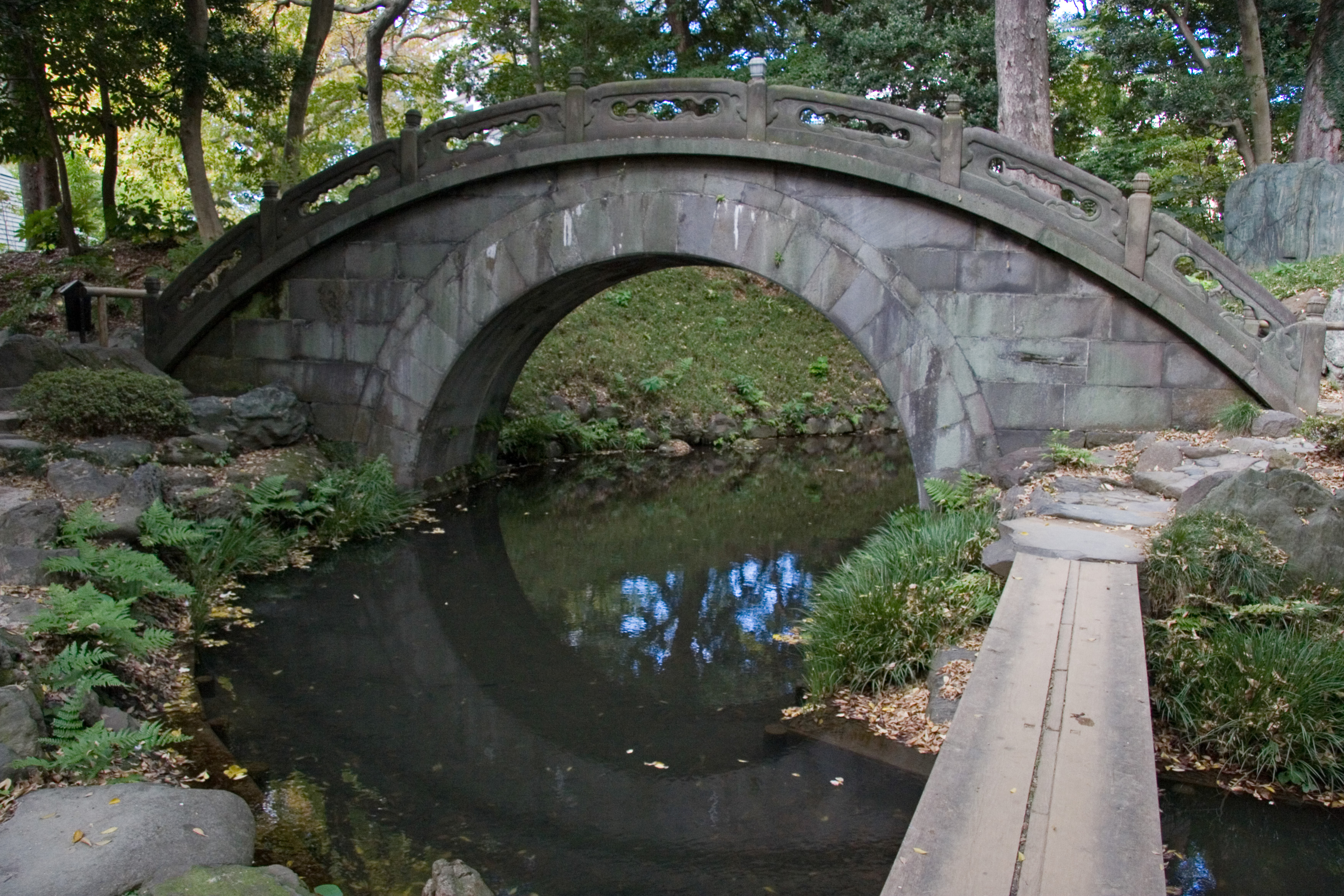
31.円月橋[注釈 1]
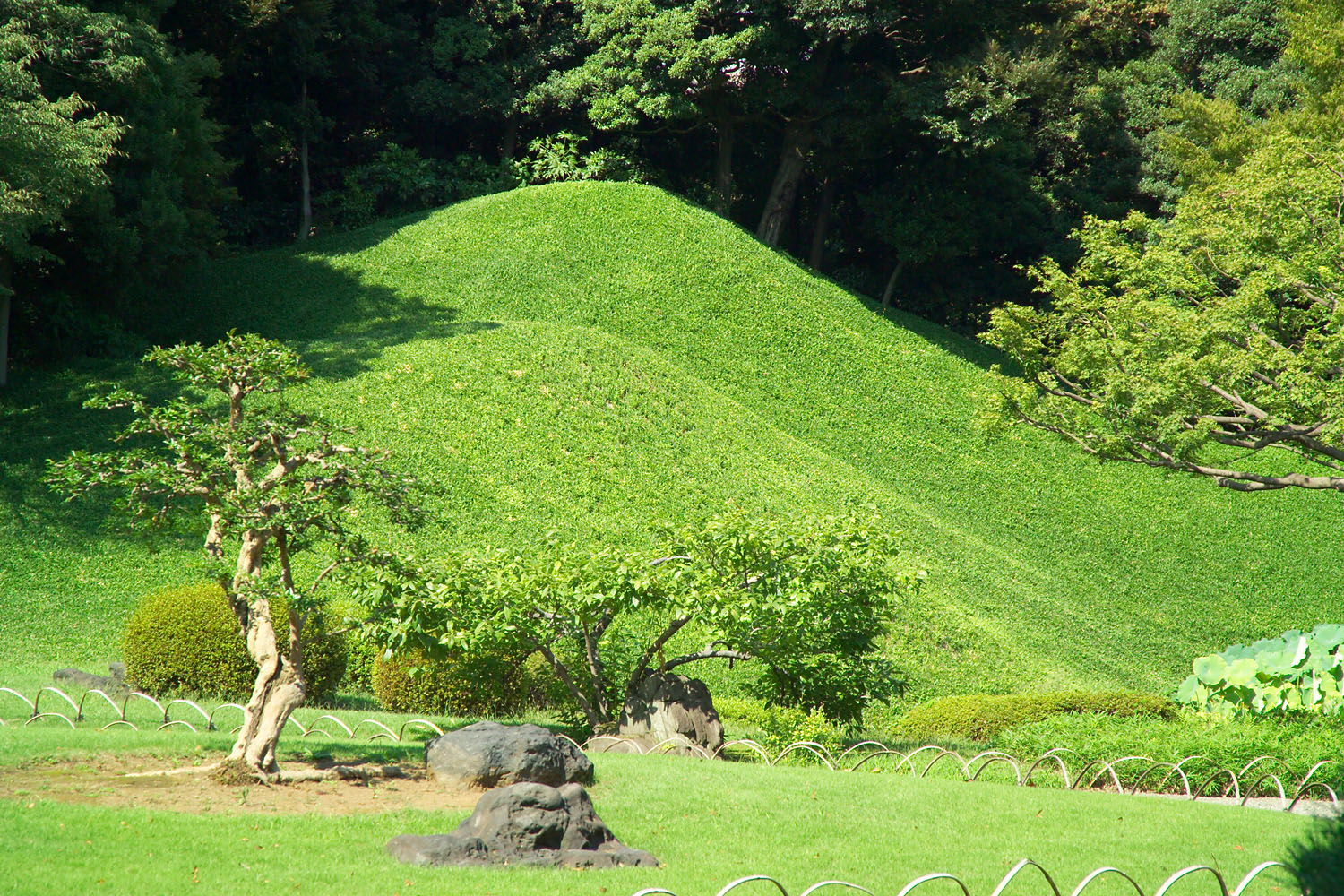
14.小廬山
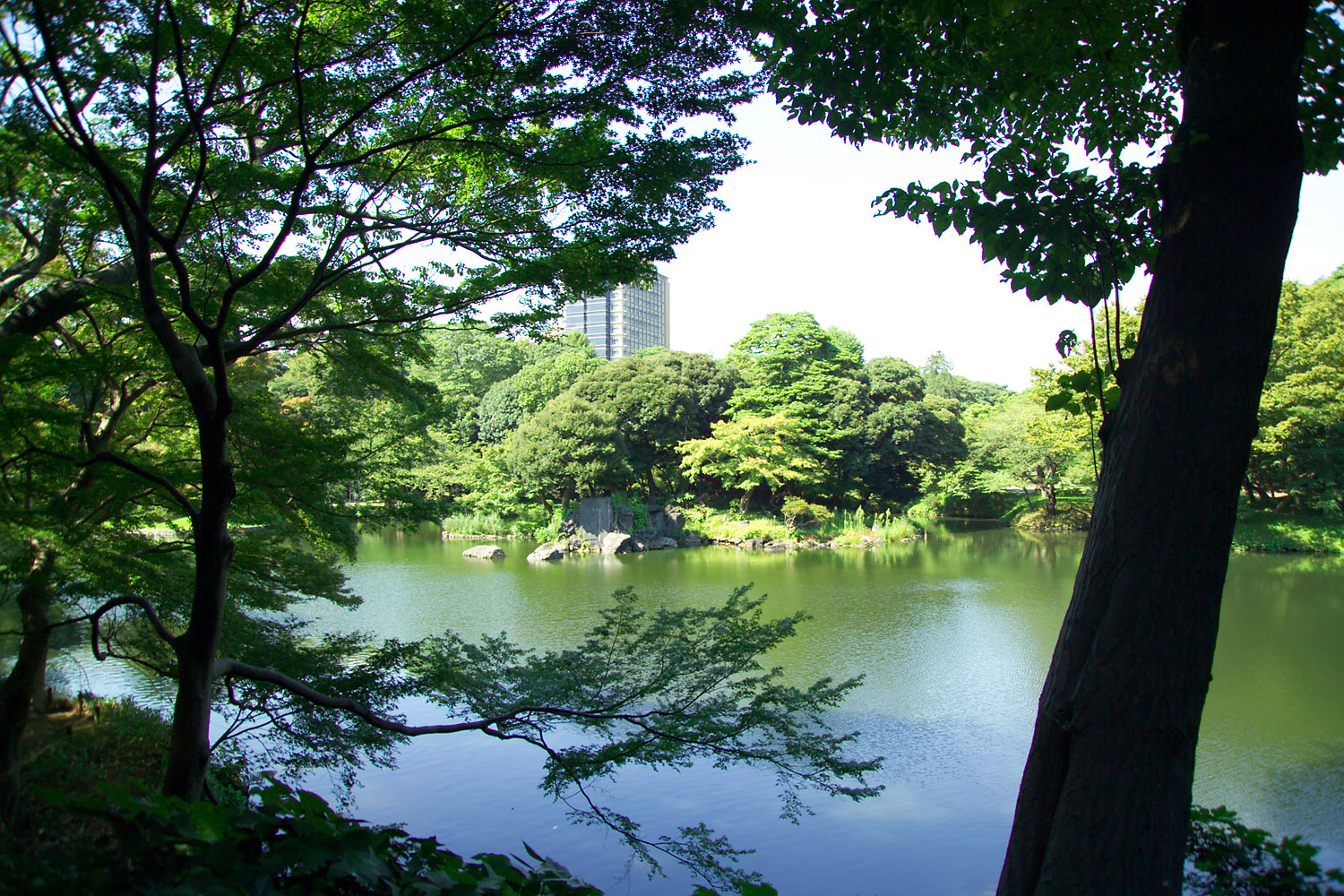
47.蓬莱島を望む
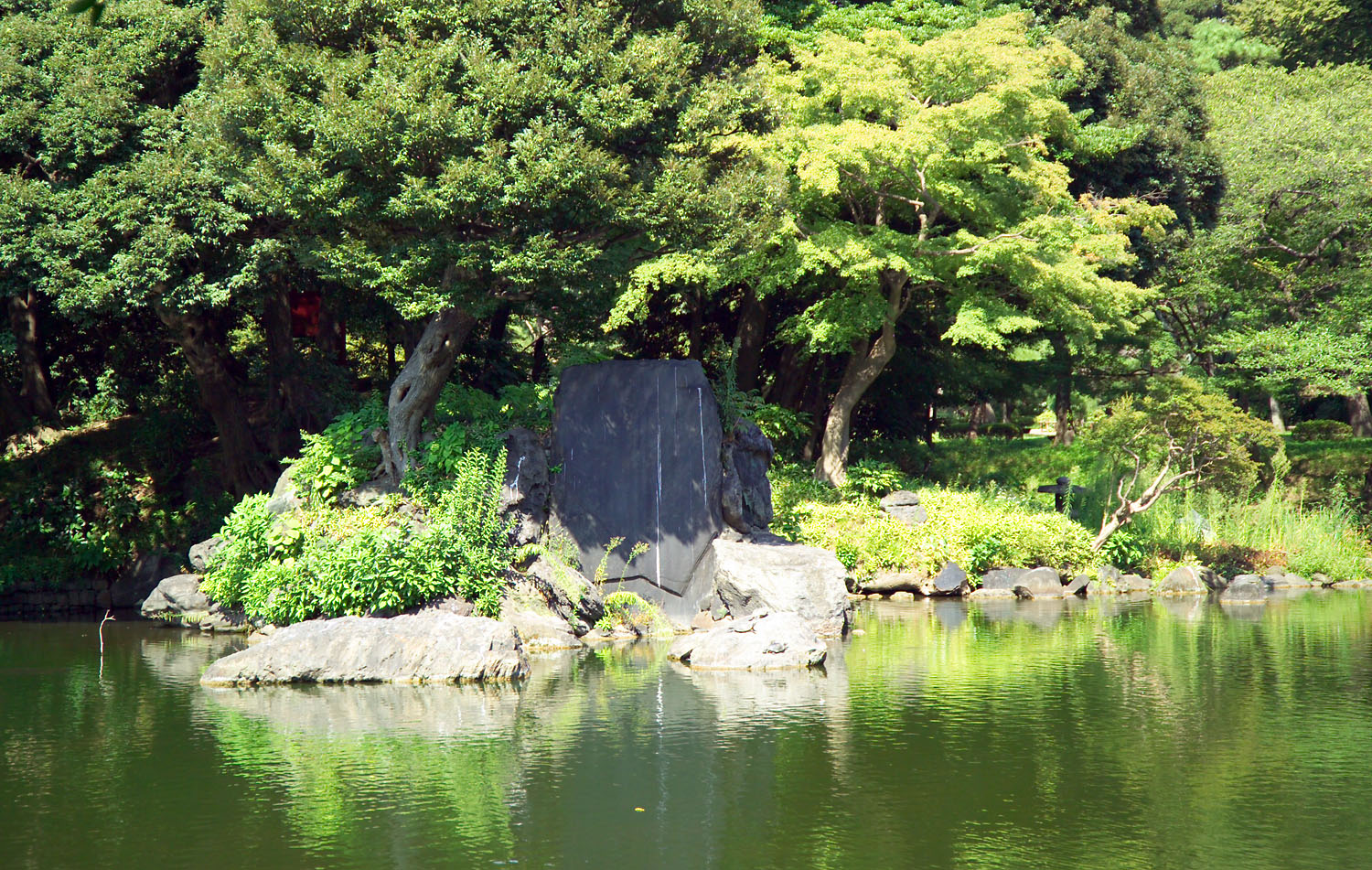
47.蓬莱島と61.徳大寺石
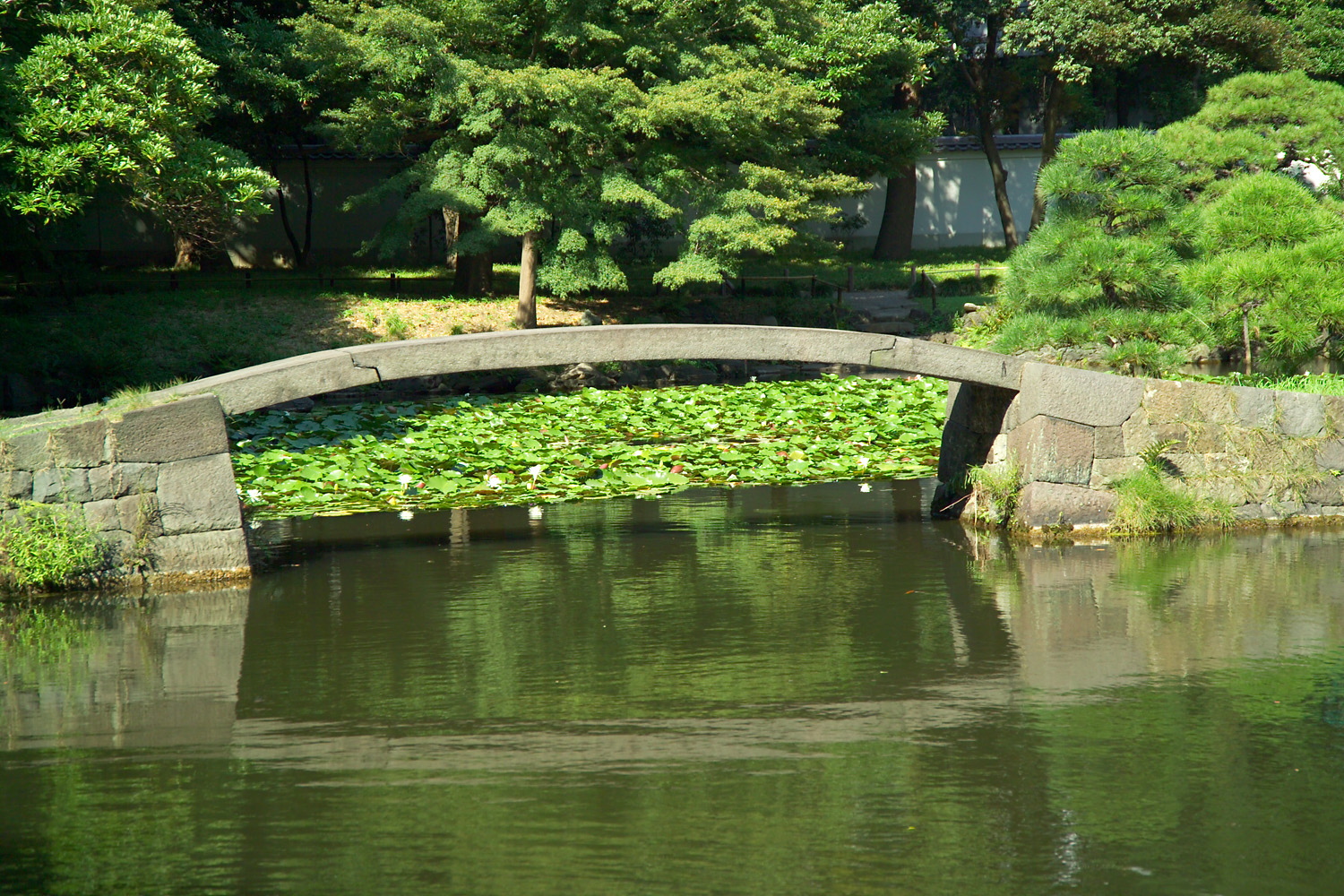
53.内庭
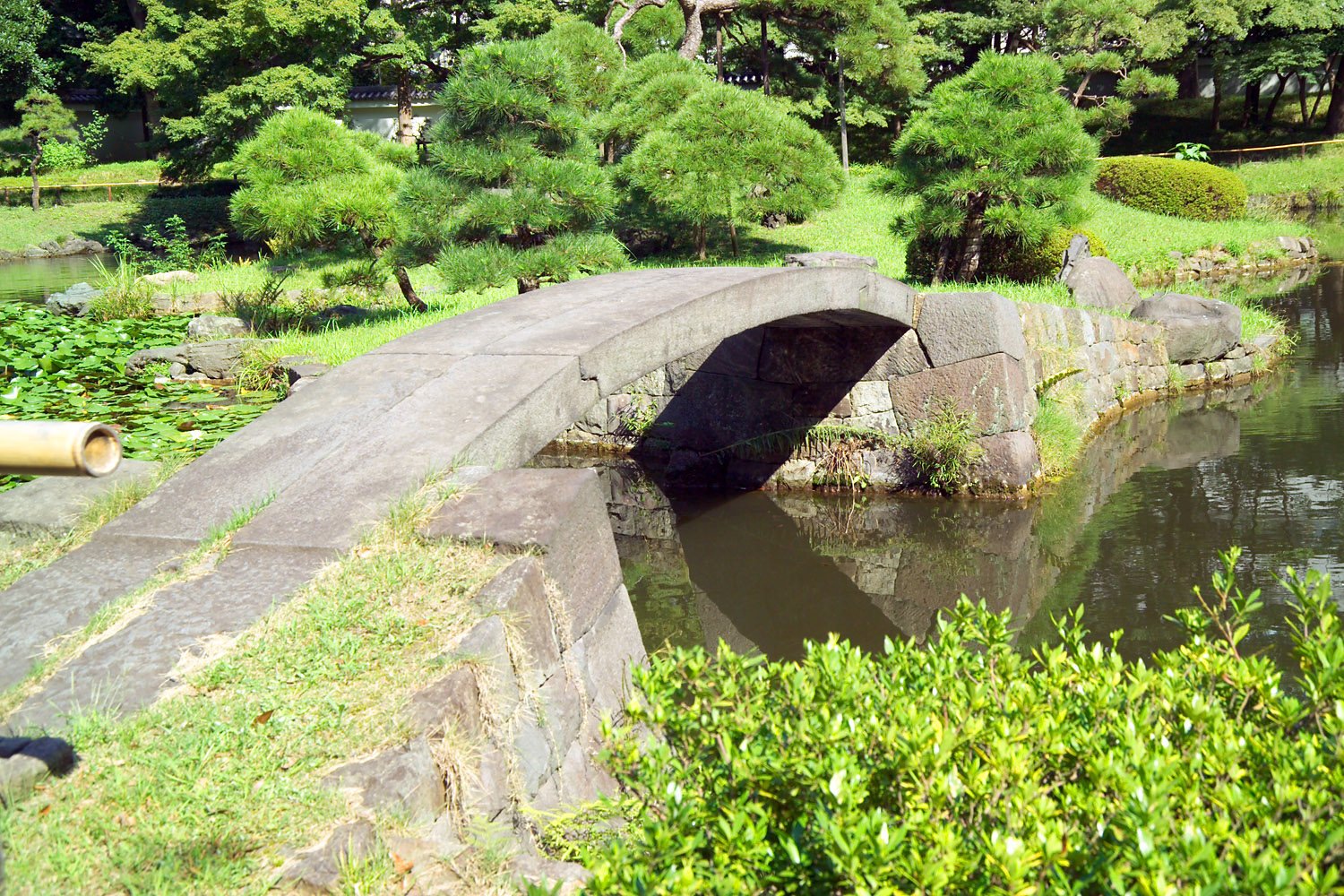
53.内庭
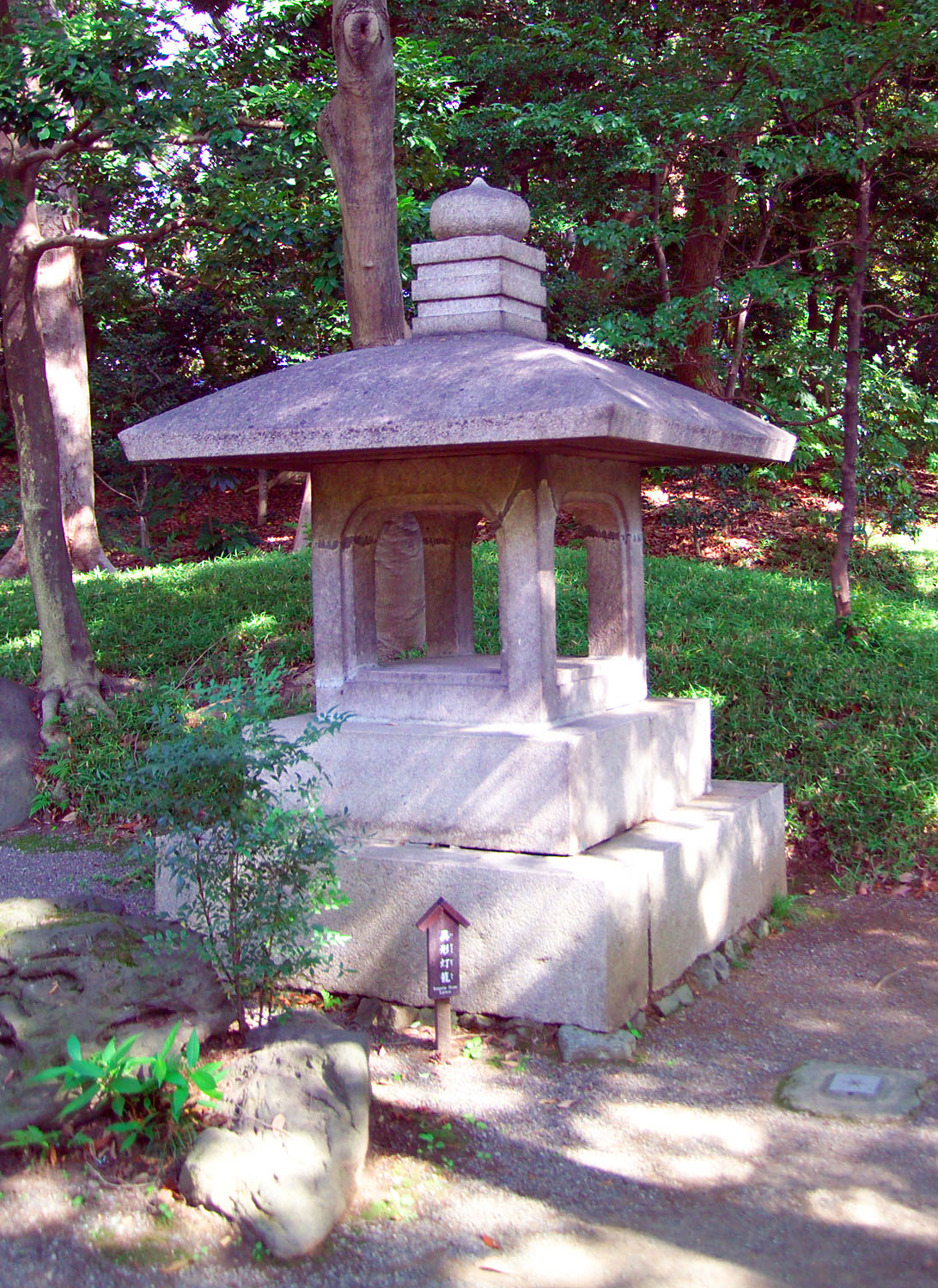
46.異形燈籠
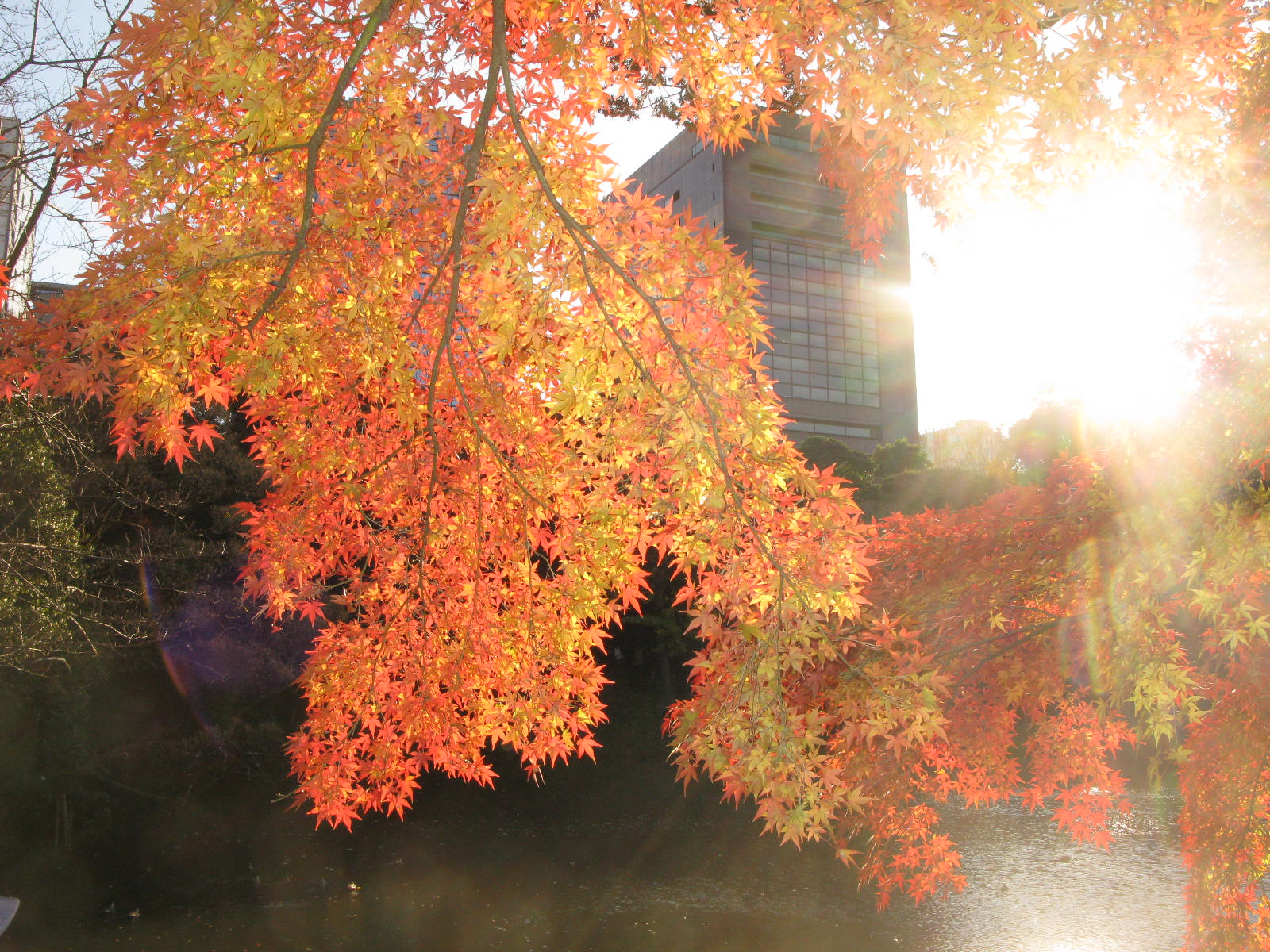
大泉水のほとり
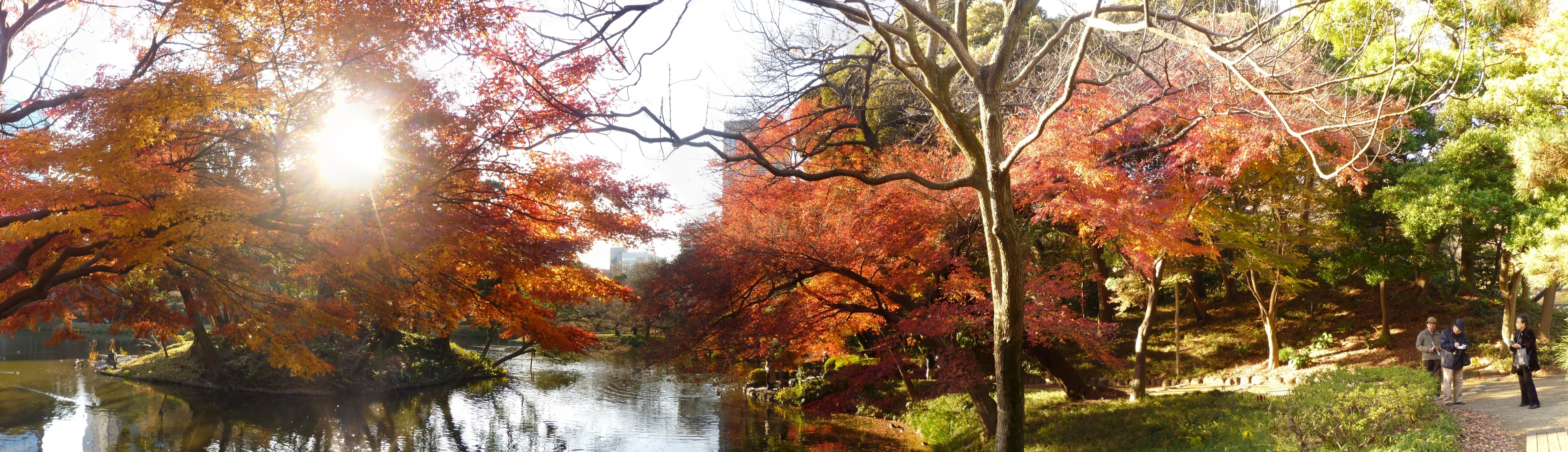
紅葉のパノラマ
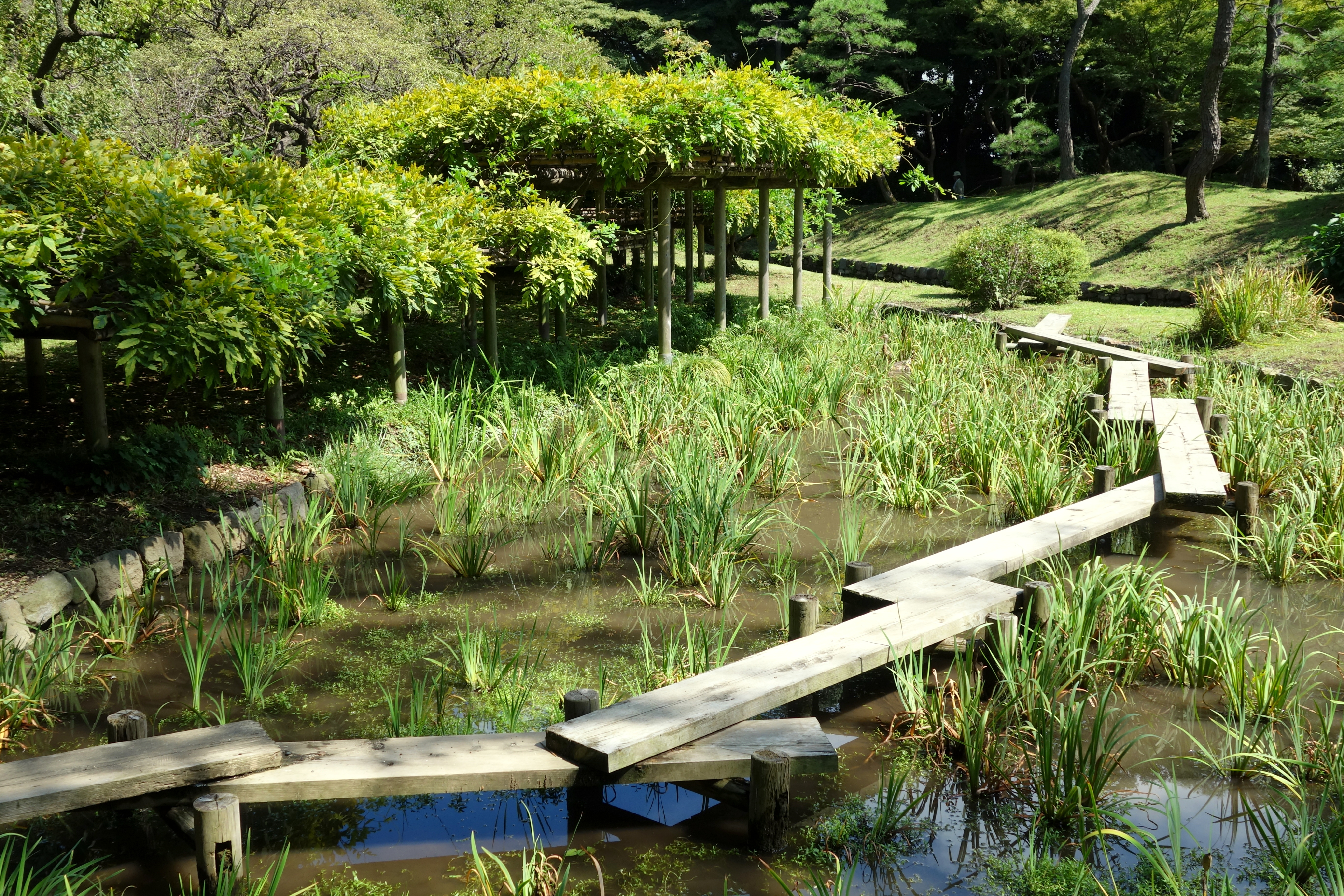
37.八つ橋
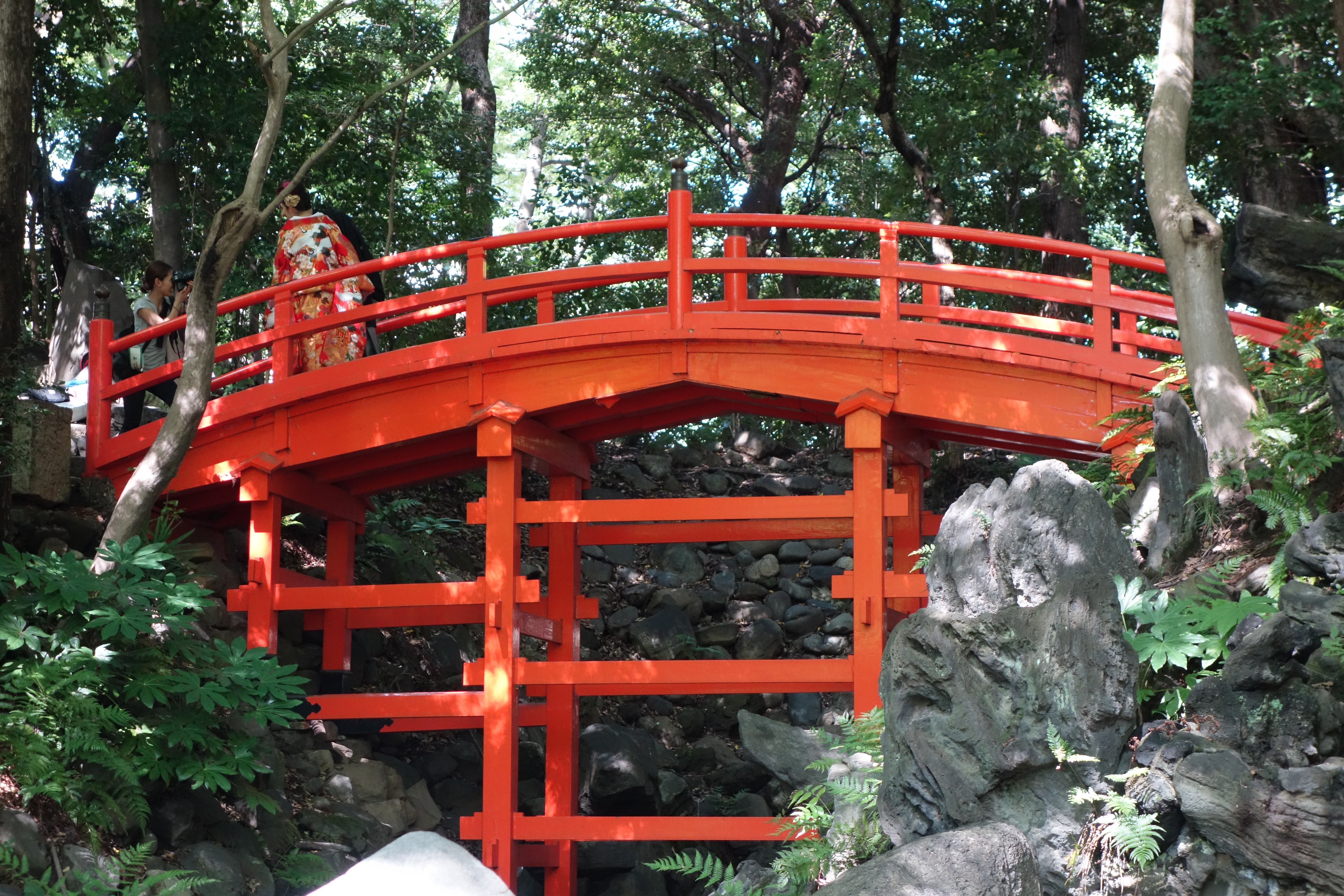
20.通天橋
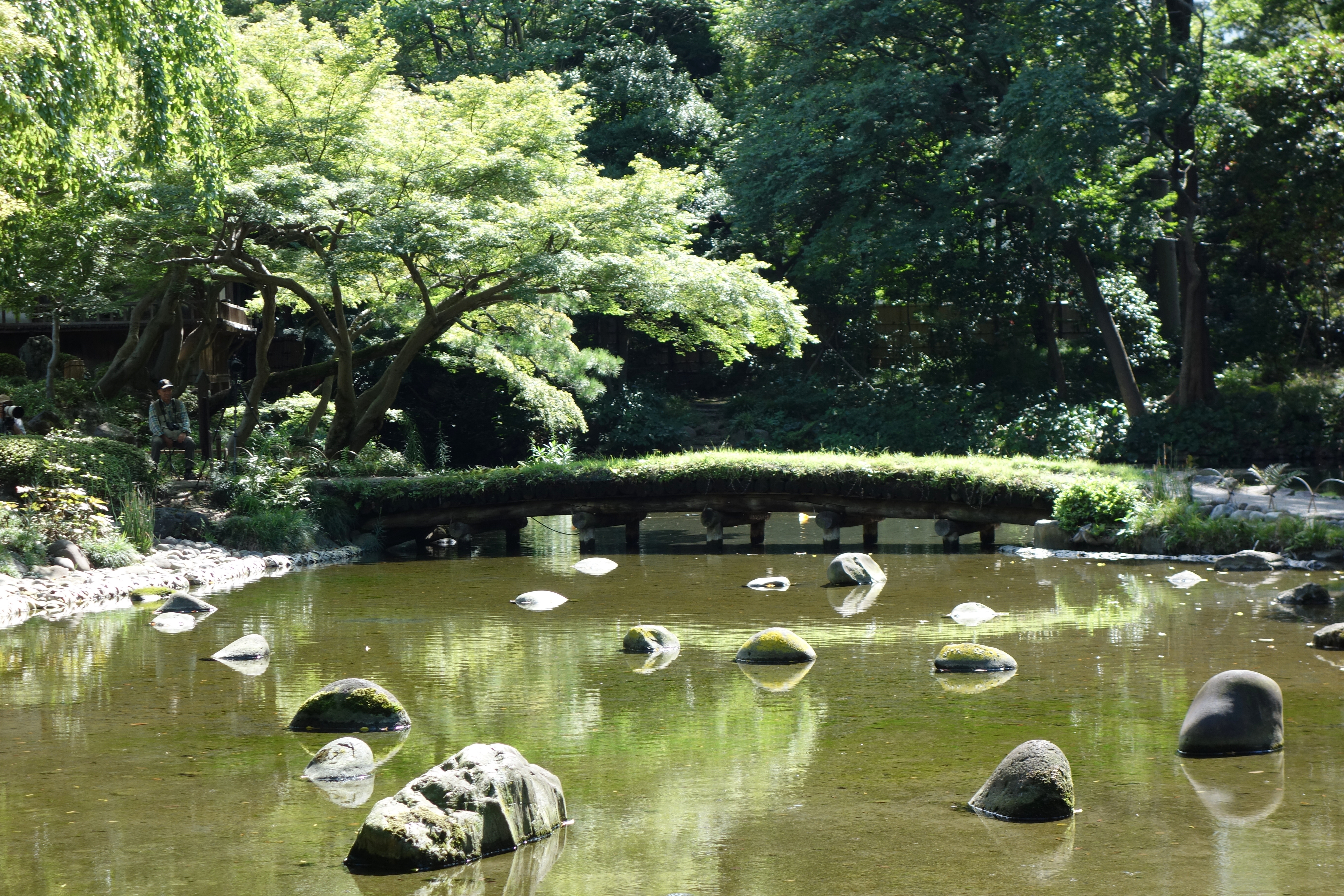
18.大堰川
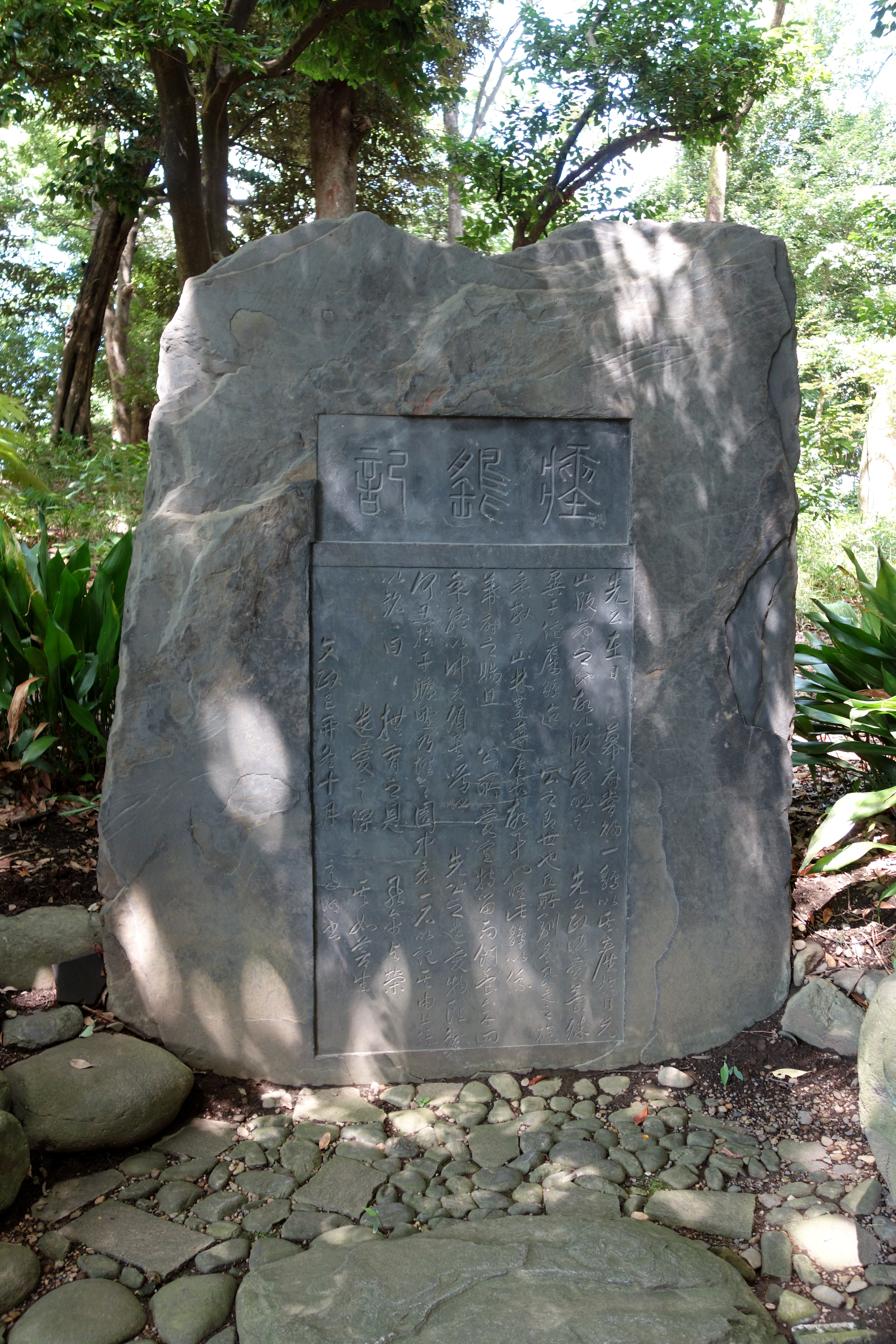
49.瘞鷂碑（えいようひ）
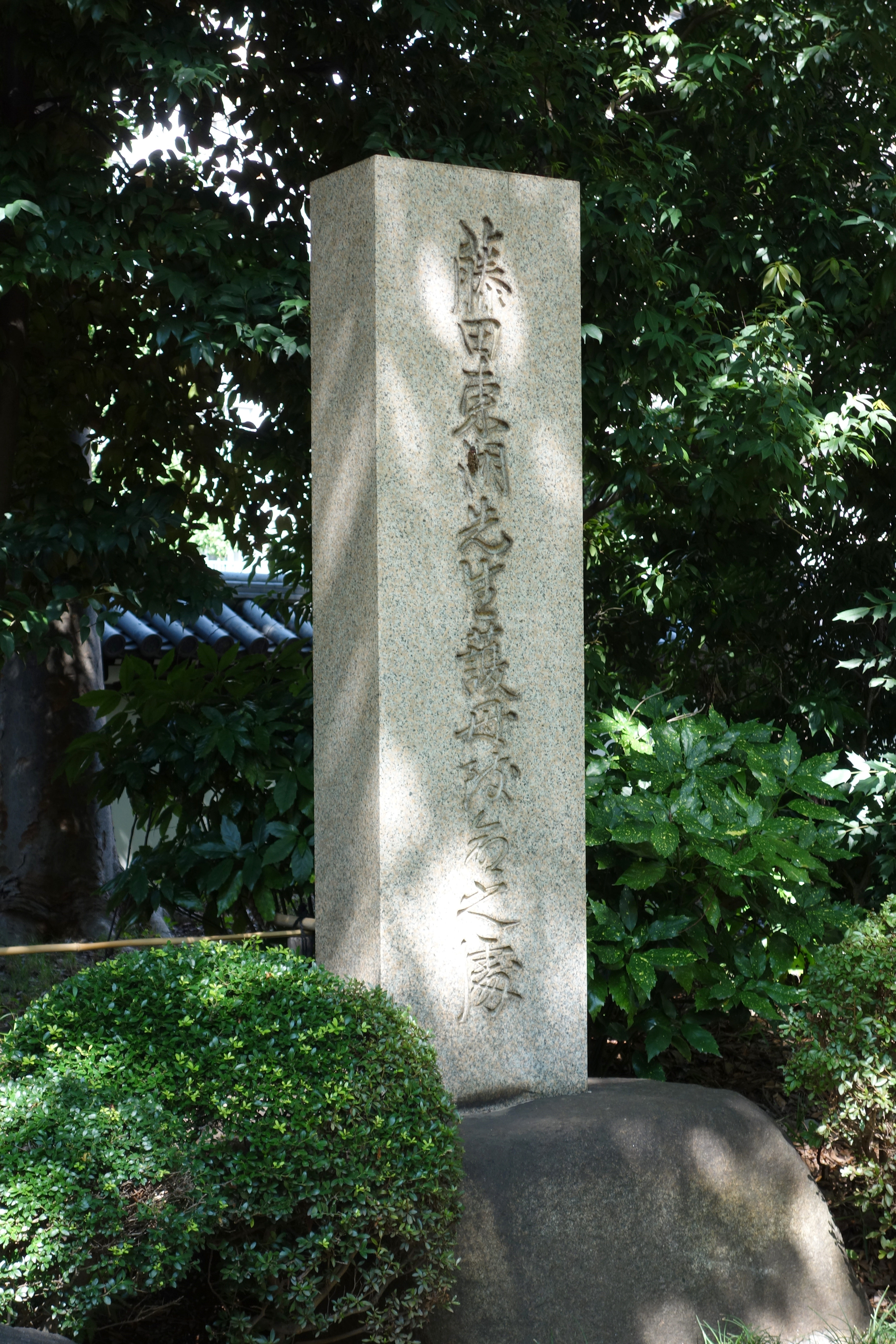
藤田東湖護母致命之記念碑
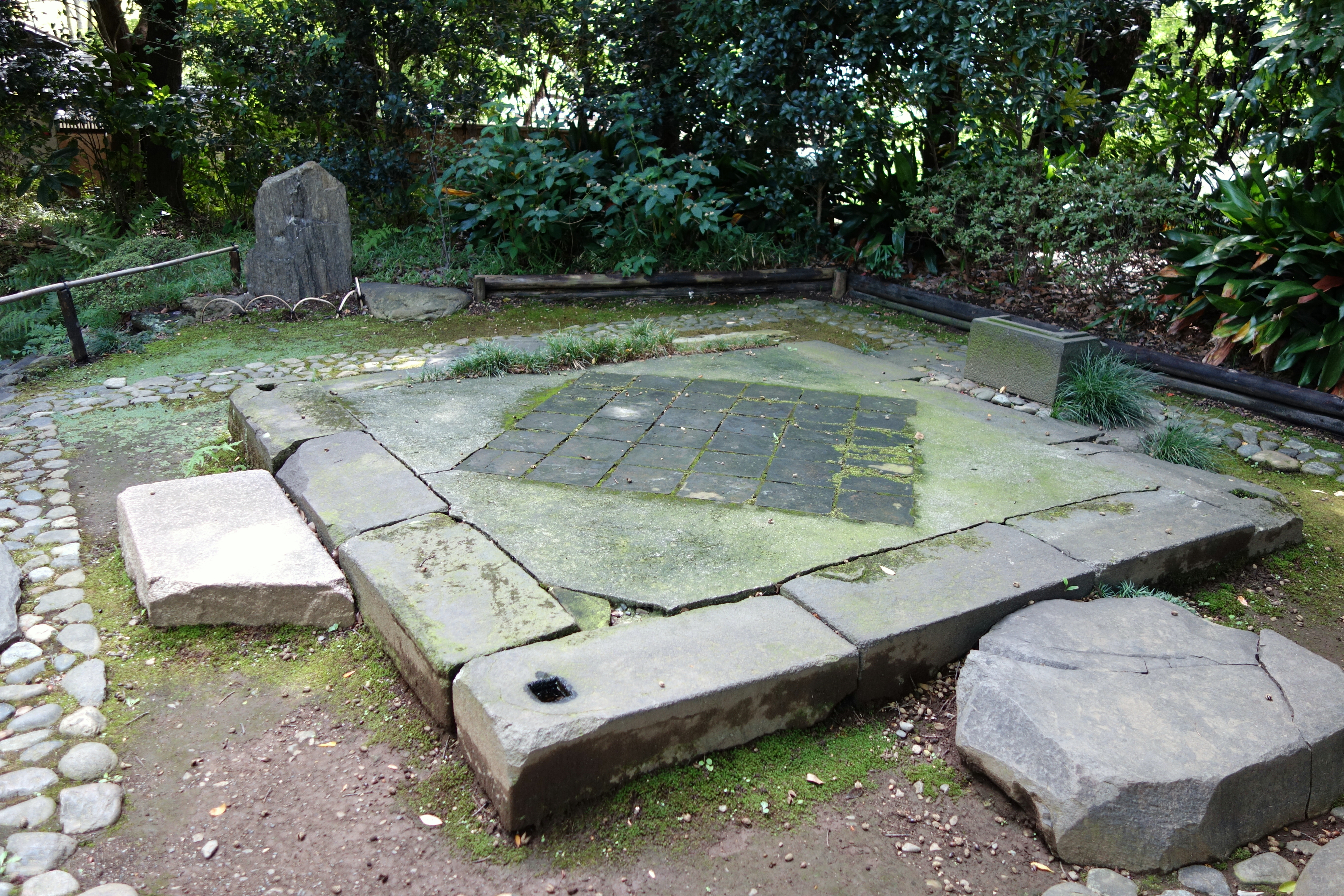
66.西行堂跡
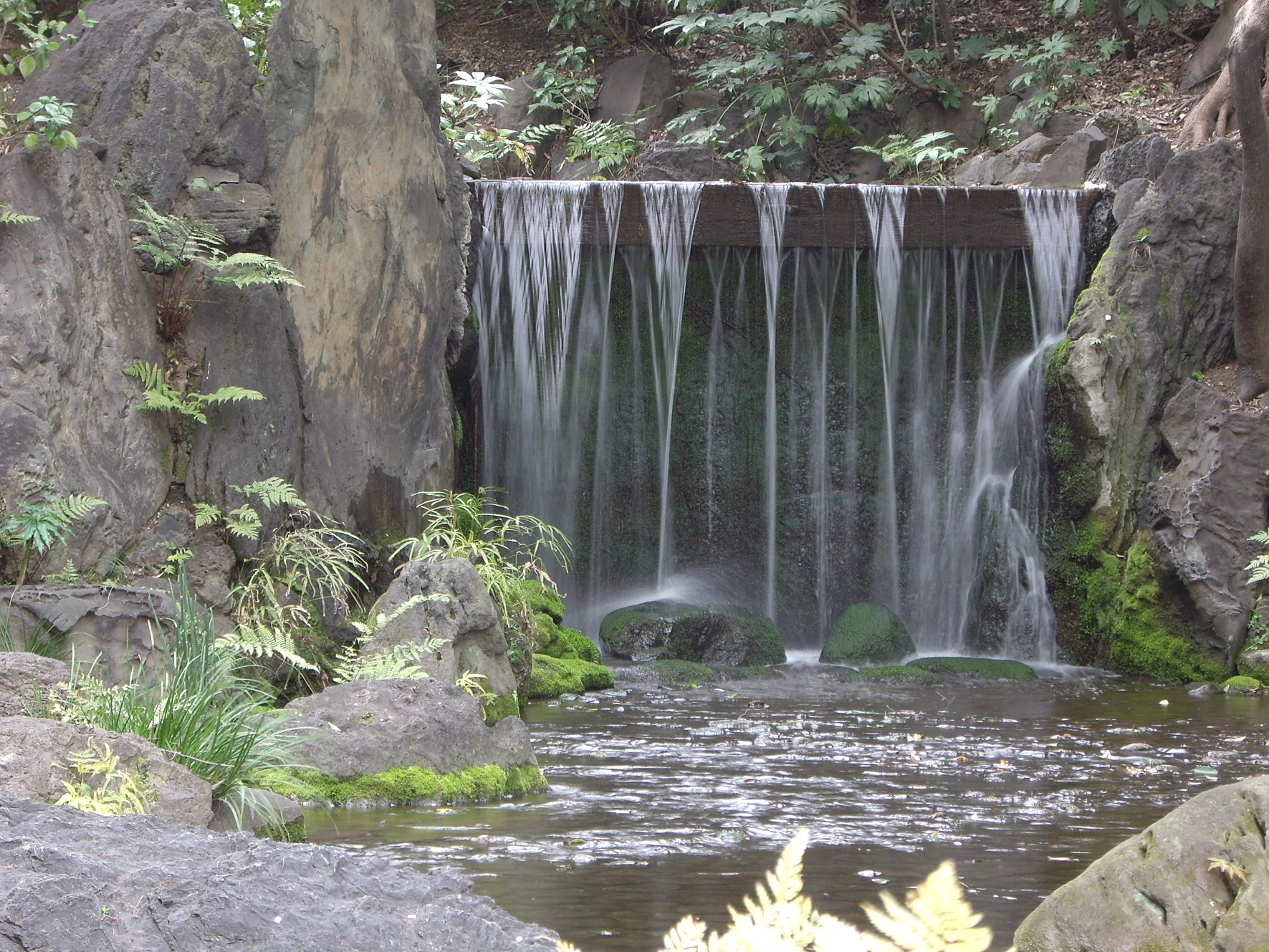
28.白糸滝
彼岸花
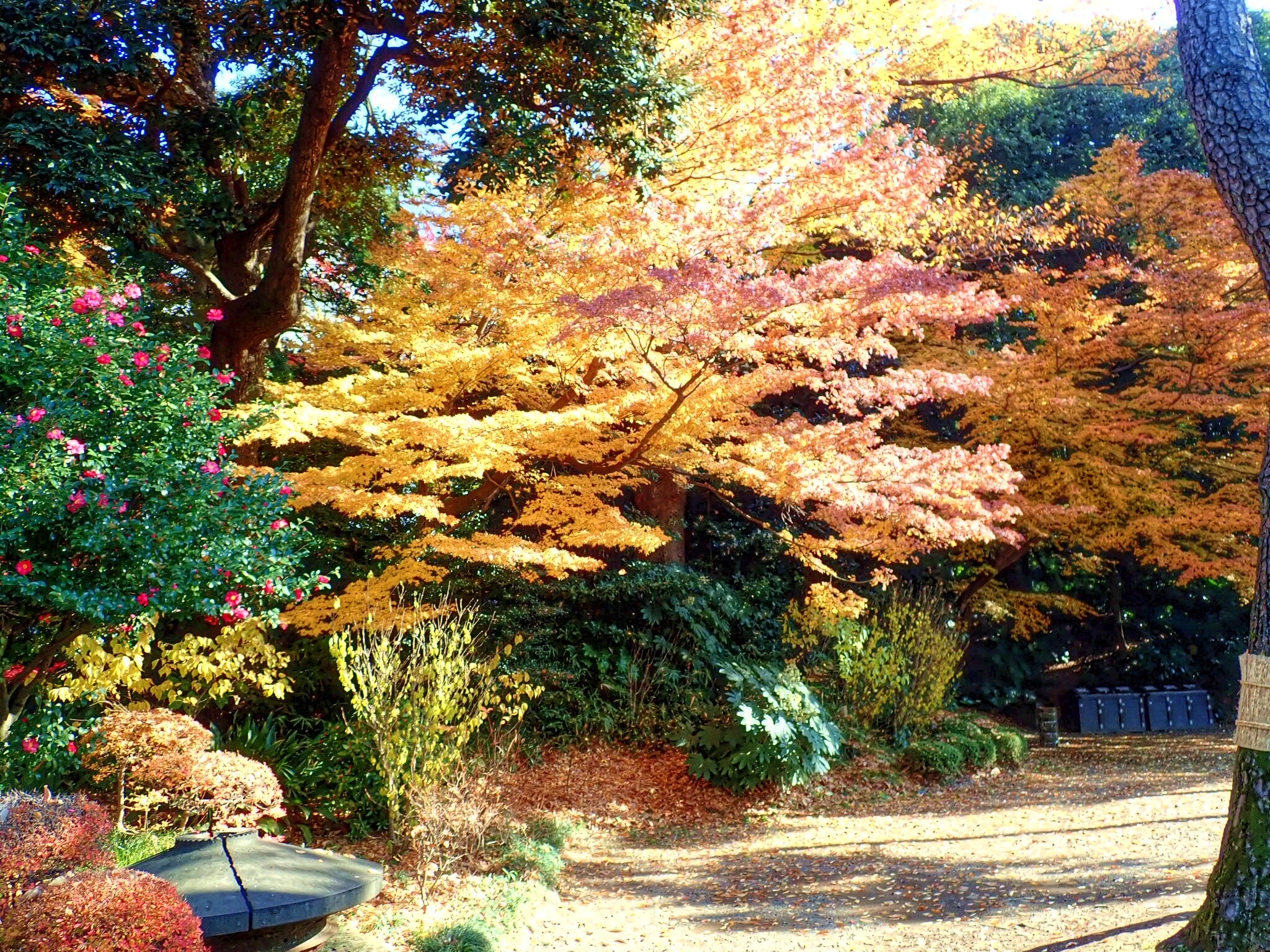
紅葉に色づく小石川後楽園の木々
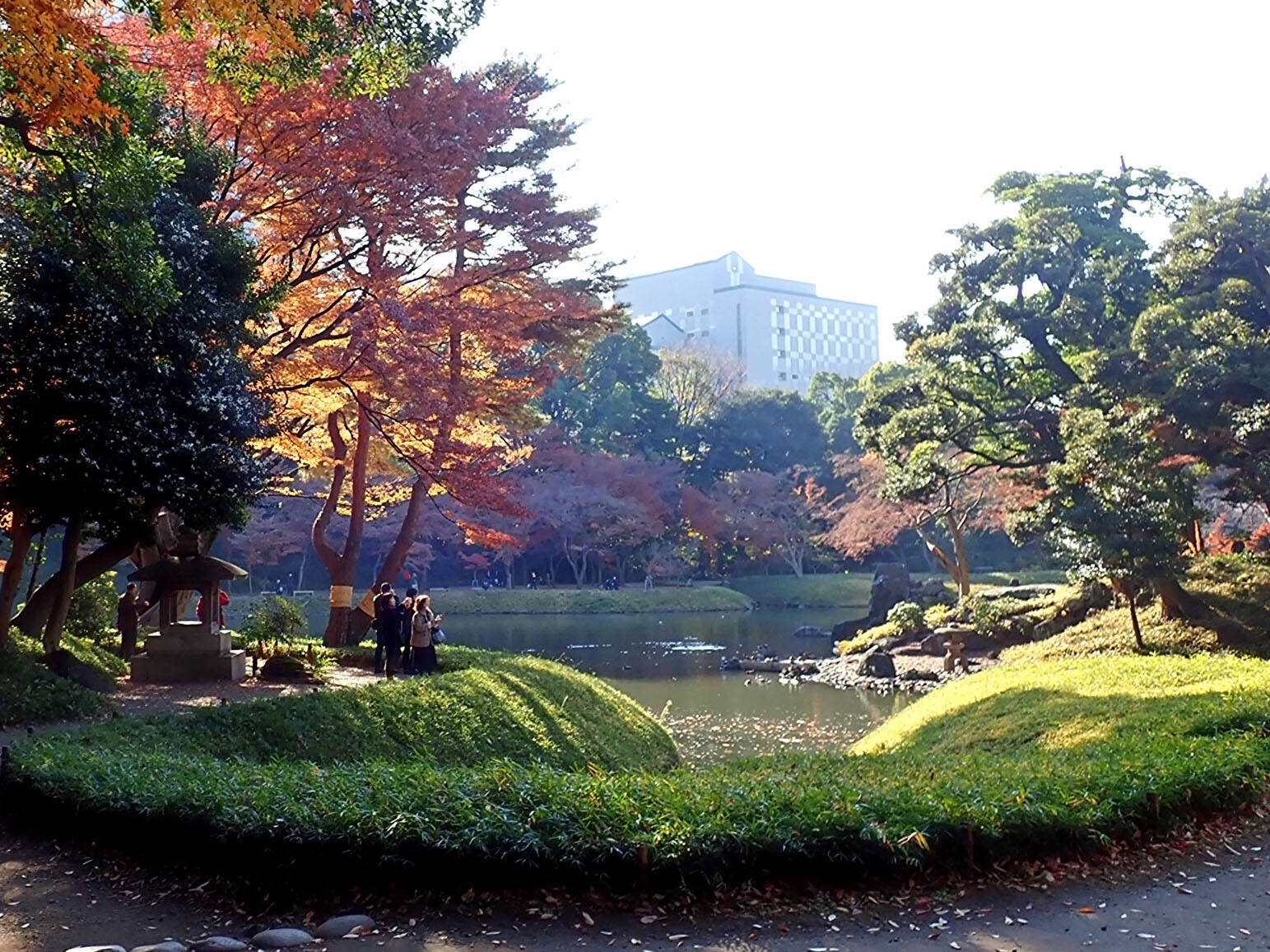
紅葉の時期の大泉水と蓬莱島

## 交通案内
- 東門
  - 電車 - JR総武線 水道橋駅 - 西口より 徒歩約6分
  - 地下鉄 - 東京メトロ丸ノ内線・南北線 後楽園駅 - 2番出口より徒歩約8分、都営三田線 水道橋駅 - A2出口より徒歩約8分
  - 駐車場 - 無し
- 西門
  - 電車 - JR総武線 飯田橋駅 - 東口より 徒歩約8分
  - 地下鉄 - 東京メトロ東西線・有楽町線・南北線 飯田橋駅 - A1・A3出口より徒歩約8分
  - 駐車場 - 無し